# Anson Carter
Anson Carter, född 6 juni 1974 i Toronto, Ontario, är en kanadensisk före detta professionell ishockeyspelare som säsongen 2005–06 spelade i Vancouver Canucks i samma kedja som bröderna Daniel och Henrik Sedin och gjorde 33 mål. Carter spelade även för Washington Capitals, Boston Bruins, Edmonton Oilers, New York Rangers, Los Angeles Kings, Columbus Blue Jackets och Carolina Hurricanes i NHL.
Han spelade senast för HC Lugano i Nationalliga A säsongen 2007–08.
Anson Carter vann två VM-guld med Kanada, 1997 och 2003. 2003 gjorde han målet på övertid i VM-finalen mot Sverige som vann guldet åt Kanada. Carter rundade den svenska målburen och lirkade in pucken "köksvägen" under den svenske målvakten Mikael Tellqvist. Målet godkändes först efter videogranskning.

## Statistik

### Klubbkarriär

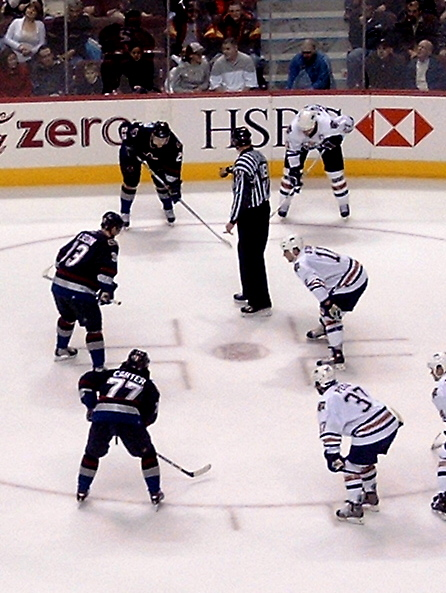
Anson Carter, #77 till vänster i förgrunden, med tvillingarna Sedin säsongen 2005–06.

| 1992–93    | Michigan State University | NCAA       | 36  | 19  | 11  | 30  | 20  | —  | — | — | —  | — |
| 1993–94    | Michigan State University | NCAA       | 39  | 30  | 24  | 54  | 36  | —  | — | — | —  | — |
| 1994–95    | Michigan State University | NCAA       | 39  | 34  | 17  | 51  | 40  | —  | — | — | —  | — |
| 1995–96    | Michigan State University | NCAA       | 42  | 23  | 20  | 43  | 36  | —  | — | — | —  | — |
| 1996–97    | Portland Pirates          | AHL        | 27  | 19  | 19  | 38  | 11  | —  | — | — | —  | — |
| 1996–97    | Washington Capitals       | NHL        | 19  | 3   | 2   | 5   | 7   | —  | — | — | —  | — |
| 1996–97    | Boston Bruins             | NHL        | 19  | 8   | 5   | 13  | 2   | —  | — | — | —  | — |
| 1997–98    | Boston Bruins             | NHL        | 78  | 16  | 27  | 43  | 31  | 6  | 1 | 1 | 2  | 0 |
| 1998–99    | Boston Bruins             | NHL        | 55  | 24  | 16  | 40  | 22  | 12 | 4 | 3 | 7  | 0 |
| 1999–00    | Boston Bruins             | NHL        | 59  | 22  | 25  | 47  | 14  | —  | — | — | —  | — |
| 2000–01    | Edmonton Oilers           | NHL        | 61  | 16  | 26  | 42  | 23  | 6  | 3 | 1 | 4  | 4 |
| 2001–02    | Edmonton Oilers           | NHL        | 82  | 28  | 32  | 60  | 25  | —  | — | — | —  | — |
| 2002–03    | Edmonton Oilers           | NHL        | 68  | 25  | 30  | 55  | 20  | —  | — | — | —  | — |
| 2002–03    | New York Rangers          | NHL        | 11  | 1   | 4   | 5   | 6   | —  | — | — | —  | — |
| 2003–04    | New York Rangers          | NHL        | 43  | 10  | 7   | 17  | 14  | —  | — | — | —  | — |
| 2003–04    | Washington Capitals       | NHL        | 19  | 5   | 5   | 10  | 6   | —  | — | — | —  | — |
| 2003–04    | Los Angeles Kings         | NHL        | 15  | 0   | 1   | 1   | 0   | —  | — | — | —  | — |
| 2005–06    | Vancouver Canucks         | NHL        | 81  | 33  | 22  | 55  | 41  | —  | — | — | —  | — |
| 2006–07    | Columbus Blue Jackets     | NHL        | 54  | 10  | 17  | 27  | 16  | —  | — | — | —  | — |
| 2006–07    | Carolina Hurricanes       | NHL        | 10  | 1   | 0   | 1   | 2   | —  | — | — | —  | — |
| 2007–08    | HC Lugano                 | NLA        | 15  | 3   | 5   | 8   | 22  | —  | — | — | —  | — |
| NHL totalt | NHL totalt                | NHL totalt | 674 | 202 | 219 | 421 | 229 | 24 | 8 | 5 | 13 | 4 |

### Internationellt
| År            | Lag           | Turnering     | Matcher | Mål | Assists | Poäng | Utv. |
| ------------- | ------------- | ------------- | ------- | --- | ------- | ----- | ---- |
| 1994          | Kanada        | JVM           | 7       | 3   | 2       | 5     | 0    |
| 1997          | Kanada        | VM            | 11      | 4   | 2       | 6     | 4    |
| 2003          | Kanada        | VM            | 9       | 2   | 1       | 3     | 8    |
| Senior totalt | Senior totalt | Senior totalt | 20      | 6   | 3       | 9     | 12   |